# Whittleia paveli
Whittleia paveli är en fjärilsart som beskrevs av Uhryk 1898. Whittleia paveli ingår i släktet Whittleia och familjen säckspinnare. Inga underarter finns listade i Catalogue of Life.